# Obón
Obón település Spanyolországban, Teruel tartományban. Obón Alcaine, Estercuel, Torre de las Arcas, Montalbán, La Hoz de la Vieja és Josa községekkel határos. Lakosainak száma 31 fő (2024).

## Népesség
A település népessége az utóbbi években az alábbiak szerint változott:
| Lakosok száma | 71   | 75   | 67   | 42   | 39   | 42   | 44   | 44   | 35   | 31   |
|               | 2001 | 2004 | 2007 | 2009 | 2012 | 2014 | 2017 | 2019 | 2022 | 2024 |